# 二ツ沢
二ツ沢（ふたつさわ）は宮城県仙台市太白区の町丁。郵便番号は982-0846。住民基本台帳に基づく人口は149人、世帯数は86世帯（2025年1月1日現在）。丁目の設定のない単独町名である。全域で住居表示を実施している。旧仙台市長町字二ツ沢・字長嶺・字茂ケ崎の各一部、旧仙台市二ツ沢。

## 地理

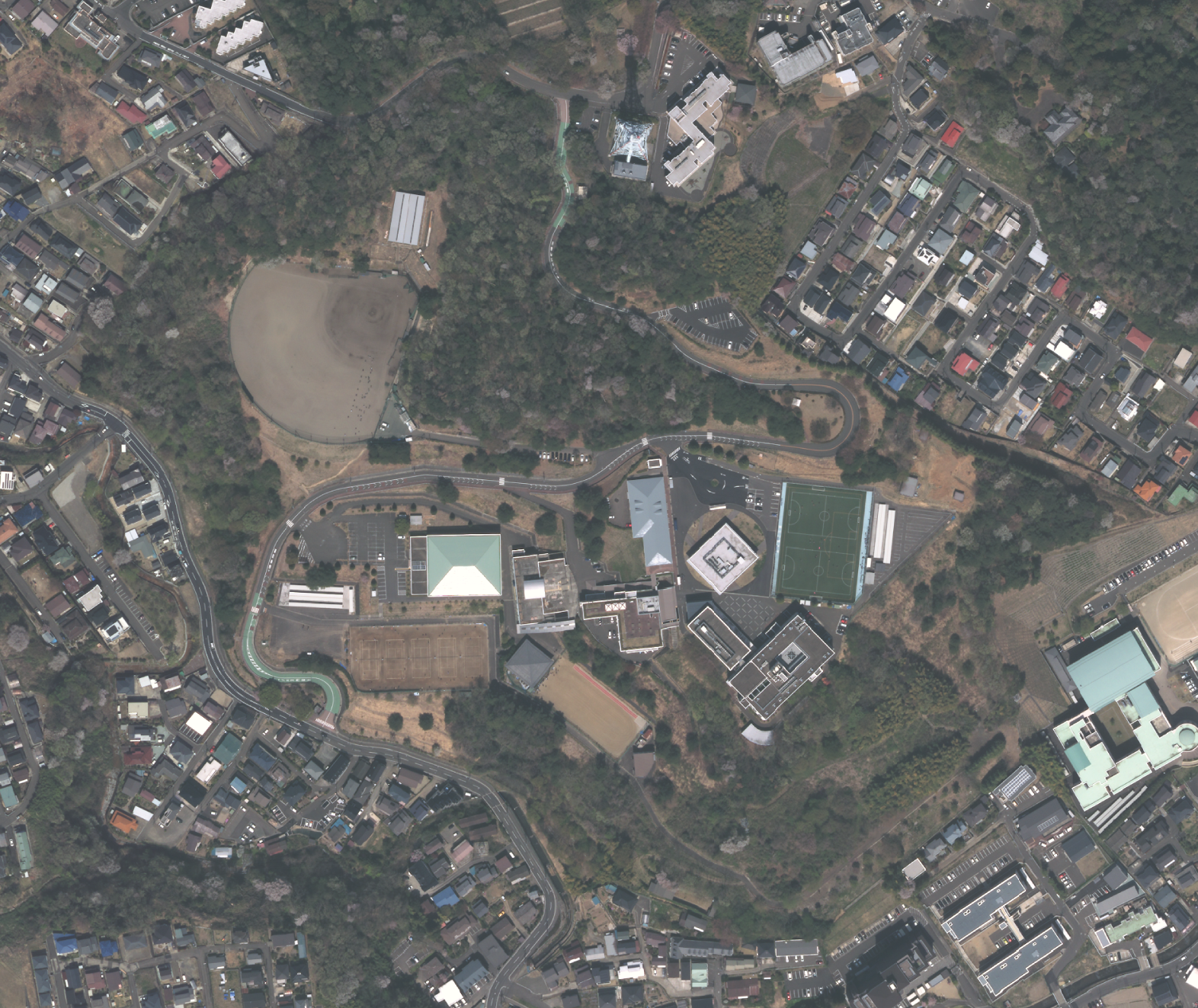
二ツ沢の航空写真（2019年4月23日）

仙台市の南部、大年寺山の南東側に位置する。南側を鹿野本町と、西側を緑ケ丘および長嶺と、北側を茂ケ崎と、東側を門前町と接する。
鹿野本町から北へ入る沢沿いの丘陵地で、昭和初期からは亜炭採掘が行われていた。宮城野区清水沼から太白区三神峯に至る活動度B級の大年寺山活断層が通っており、二ツ沢地内では断層露頭が見られる。普通河川として二ツ沢が流れ、木流堀を介して郡山低地の長町市街地に広がっている。
都市計画区域上では全域が市街化区域に指定されており、都市計画法上の用途地域では仙塩広域都市計画道路として計画されている八木山柳生線の沿道が第二種住居地域に、それより北側が第二種中高層住居専用地域に、南側が第一種低層住居専用地域に指定されている。防火地域および準防火地域の指定はない。
- 山：大年寺山
- 河川：二ツ沢

## 歴史

### 近世まで
二ツ沢地内の茂ヶ崎横穴墓群では古墳時代から奈良時代にかけての横穴墓が見つかっており、調査では25基の墓が発見されている。造営年代が7世紀末から8世紀初頭と推定されることから、大年寺山の麓である郡山遺跡の官衙跡と密接な関係にあり、造営母体は官衙や寺院の造営に関与した集団であったと考えられている。

### 近代
行政区画としては陸前国名取郡根岸村の一部にあたり、明治4年7月14日（1871年8月19日）に廃藩置県によって仙台県の管轄に、明治5年1月8日（1872年2月16日）に宮城県へ改称された。同年4月9日（6月10日）には大区小区制の施行により宮城県第14大区小1区となり、1874年（明治7年）には第8大区小5区に変更された上、根岸村と平岡村が統合され長町村となった。このころ成立した「宮城県各村字調書」には、長町村の小字として二ツ沢が既に存在している。
大区小区制は1878年（明治11年）10月21日に廃止され、1889年（明治22年）4月1日には新たに町村制が施行、全域が茂ヶ崎村となった。1915年（大正12年）2月1日、茂ヶ崎村は町制施行と同時に改称して長町となり、郡役所廃止後の1928年（昭和3年）4月1日には仙台市に編入され、仙台市大字長町の一部となった。

### 現代

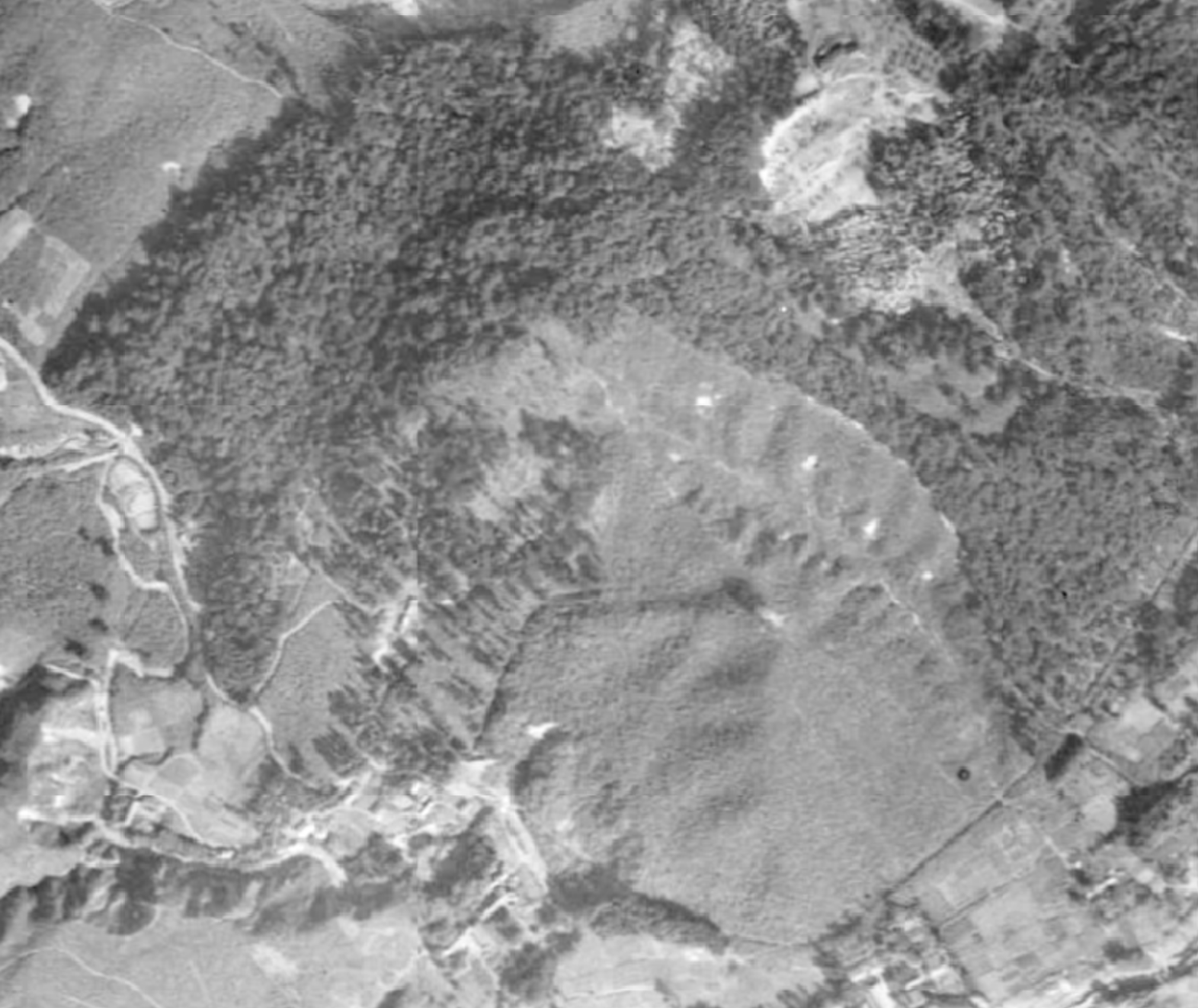
二ツ沢の航空写真（1947年10月8日）

1949年（昭和24年）8月、現在の二ツ沢地内の敷地を法務庁が買収し、翌年8月には福島県福島市御山町の福島刑務所内にあった東北少年院を二ツ沢へ移転させた。当時の収容定員は160名であり、後の1964年（昭和39年）6月には職業訓練重点施設として指定を受けた。同年には敷地内で直径1メートル前後の陥没が6か所に渡って生じ、石垣や建物基礎に亀裂が入る出来事があった。これは亜炭採掘が行われていた際の坑道へと通じる風坑が陥没したもので、深度は8メートルから28メートルに及んだ。
1973年（昭和48年）5月1日、仙台市の長町北地区で住居表示が施行され、二ツ沢が誕生した。
東北少年院は特定国有財産整備計画によって現在の若林区古城三丁目（仙台矯正管区北側）に新設されることが決まり、1978年（昭和53年）4月には収容業務が一時停止された。1984年（昭和59年）4月、東北少年院は移転し受け入れを再開させたが、二ツ沢の跡地は東北工業大学が取得へと動いた。当時、八木山香澄町のみに校地を構えていた東北工業大学は、大学設置基準に比して土地面積が46,000平方メートルほど不足しており、新しい計画の認可を受けることが困難だった。このため、新たな校地の候補を二ツ沢の東北少年院跡地に絞り込み、仙台矯正管区や東北財務局、仙台市教育委員会などと折衝を行った。翌年12月には二ツ沢校地への施設拡充を求める事業計画を公表し、1987年（昭和62年）6月9日に大蔵省との土地売買契約を締結させた。
1988年（昭和63年）4月5日、東北工業大学二ツ沢キャンパスの造成工事中に横穴が数基発見され、中から人骨が発見された旨が宮城県警から宮城県教育委員会を通じて仙台市教育委員会へもたらされた。現地調査の結果、古代の横穴墓であることが確認されたため、事業主体の東北工業大学と施工担当の間組の協力の上で緊急発掘調査が実施された。後にこの遺跡は調査の結果「茂ヶ崎横穴墓群」と名付けられた。
1990年（平成2年）4月1日、東北工業大学二ツ沢キャンパスが設置され、同年5月27日に設置記念式典と記念祝賀会が行われた。2008年（平成19年）には名称が長町キャンパスへと変更された。

### 年表
- 1950年（昭和25年）8月 - 東北少年院が設置される[27]。
- 1964年（昭和39年） - 入梅期に東北少年院の敷地内で直径1メートル前後の陥没が6か所に渡って生じる[28]。
- 1973年（昭和48年）5月1日 - 長町北地区の住居表示の実施に伴い、長町の一部をもって二ツ沢が誕生する[2][7]。なお、告示は昭和48年自治省告示第189号として同年11月21日に行われた[7]。
- 1988年（昭和63年）4月5日 - 茂ヶ崎横穴墓群が発見される[30]。
- 1989年（平成元年）4月1日 - 仙台市が政令指定都市に移行し、太白区が誕生。仙台市太白区二ツ沢となる。
- 1990年（平成2年）4月1日 - 東北工業大学二ツ沢キャンパスが設置される[31]。
- 1994年（平成6年）2月25日 - 仙台市の保存緑地として二ツ沢保存緑地が指定される[33]。
- 2008年（平成19年）4月1日 - 東北工業大学二ツ沢キャンパスの名称が長町キャンパスへと改称される[32]。

### 町名の変遷
町名の変遷は以下の通りである。
| 変更後の区域 | 変更後の区域   | 変更前の区域 | 変更前の区域 | 変更前の区域 | 変更日                   |
| 自治体       | 町丁           | 自治体       | 大字         | 小字         | 変更日                   |
| ------------ | -------------- | ------------ | ------------ | ------------ | ------------------------ |
| 仙台市       | 二ツ沢（新設） | 仙台市       | 長町         | 字二ツ沢     | 1973年（昭和48年）5月1日 |
| 仙台市       | 二ツ沢（新設） | 仙台市       | 長町         | 字茂ケ崎     | 1973年（昭和48年）5月1日 |
| 仙台市       | 二ツ沢（新設） | 仙台市       | 長町         | 字長嶺       | 1973年（昭和48年）5月1日 |

## 世帯数と人口
2025年（令和7年）1月1日現在の世帯数と人口は以下の通りである。
| 町丁   | 世帯   | 人口  |
| ------ | ------ | ----- |
| 二ツ沢 | 86世帯 | 149人 |
| 計     | 86世帯 | 149人 |

## 小・中学校の学区
小・中学校の学区は以下の通りとなる。
| 町丁   | 街区符号・住居番号 | 小学校     | 中学校     |
| ------ | ------------------ | ---------- | ---------- |
| 二ツ沢 | 全域               | 鹿野小学校 | 長町中学校 |

## 施設

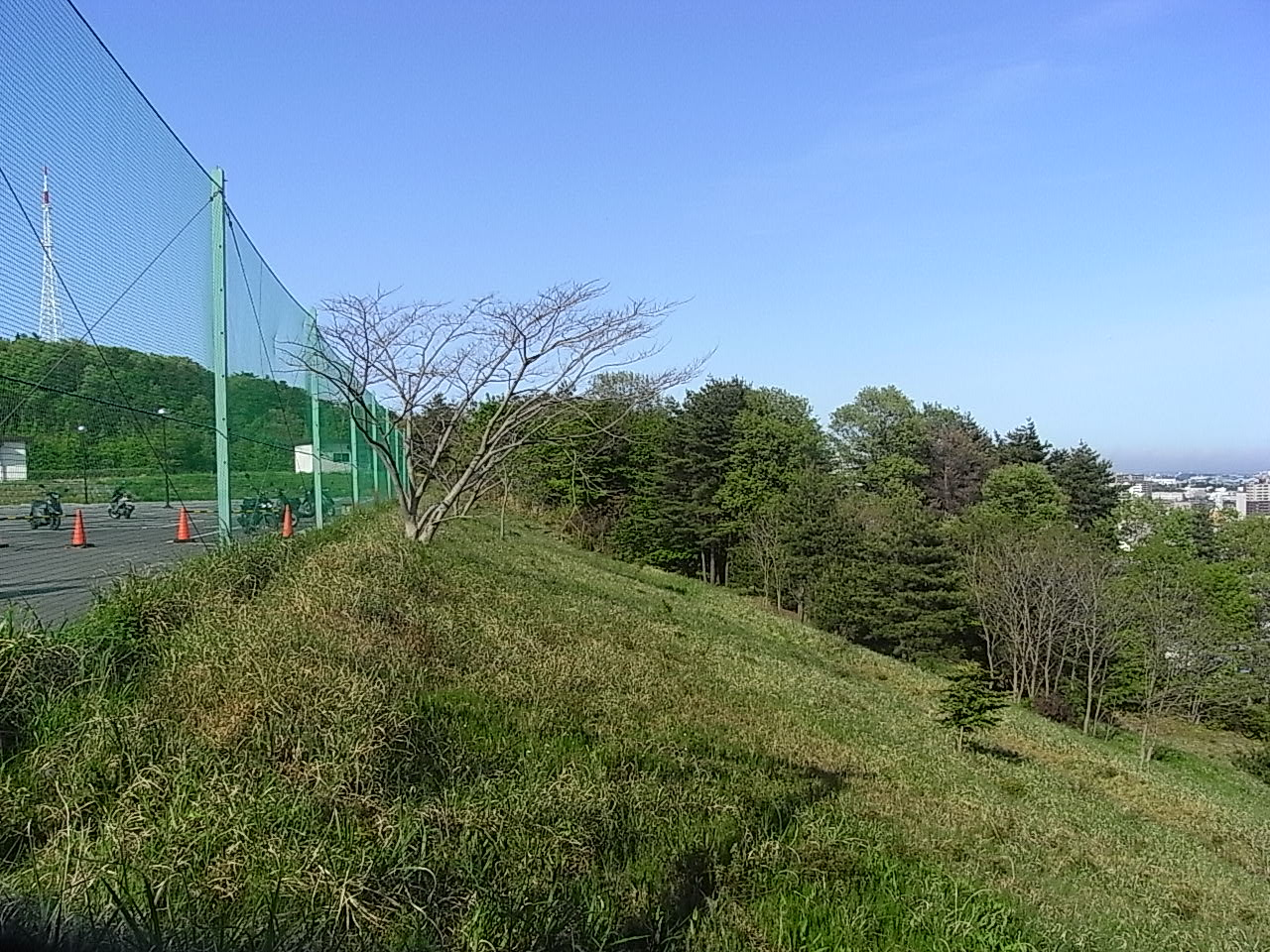
茂ヶ崎横穴墓群跡（2008年5月3日）

- 東北工業大学長町キャンパス（二ツ沢6）[35]
- 茂ヶ崎横穴墓群（二ツ沢6）[30]
- 二ツ沢保存緑地（二ツ沢地内）[33]

## 交通

### 鉄道
鉄道駅はない。最寄り駅は■東北本線の長町駅もしくは■仙台市地下鉄南北線の長町一丁目駅。

### バス
- 仙台市営バス[36][37]
  - 東北工大長町キャンパス入口 - 東北工大長町キャンパス（48/610/628系統）
- 宮城交通[38]
  - 東北工大長町キャンパス入口（21系統）

### 道路
高速道路、一般国道、一般県道は通っていない。ただし、仙塩広域都市計画道路3・2・13号八木山柳生線が二ツ沢地内を通る計画がある。